# 東京第一師範学校

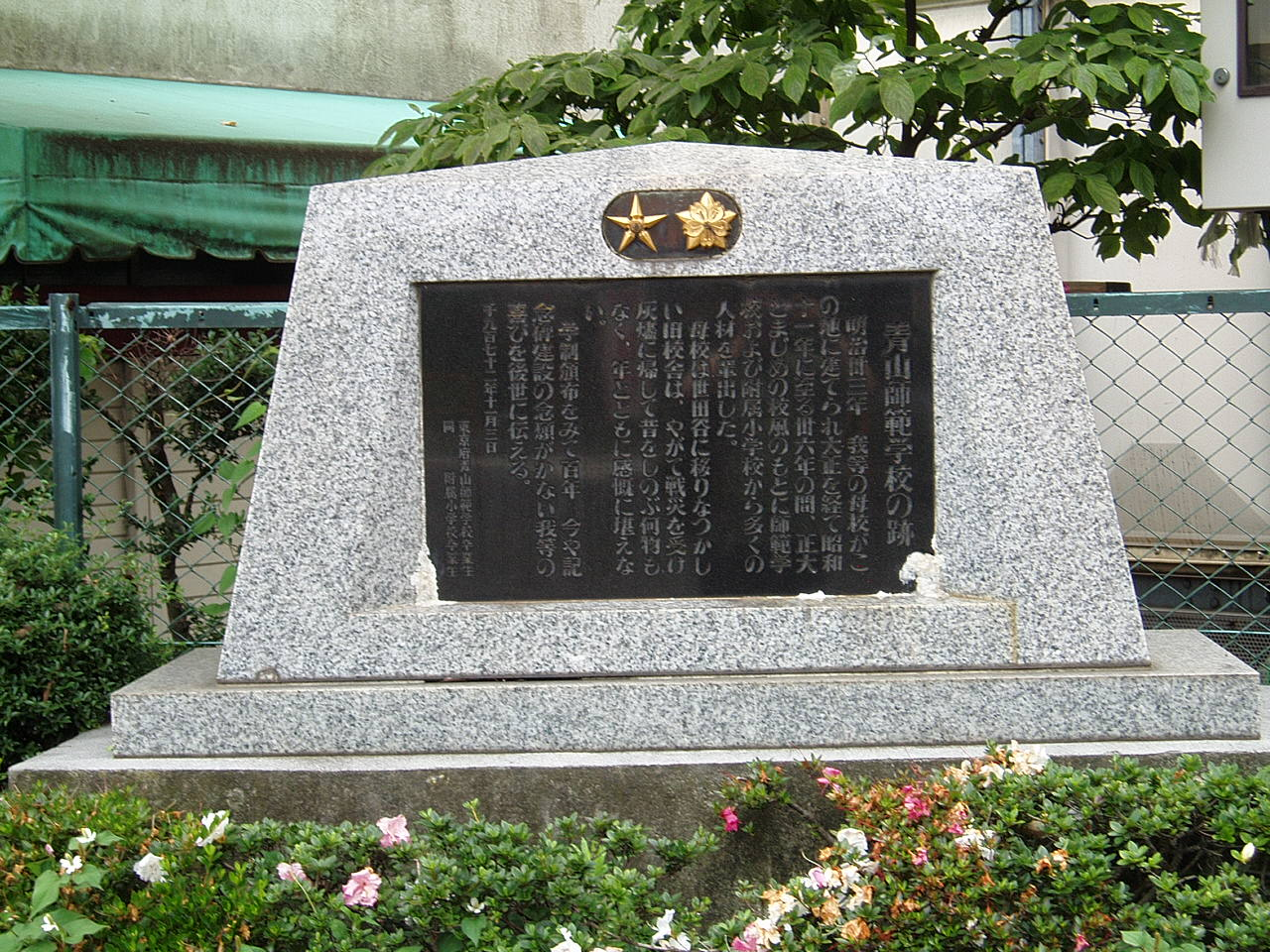
港区立青山児童館敷地の隅に立つ東京府青山師範学校跡の碑（東京都港区北青山三丁目）

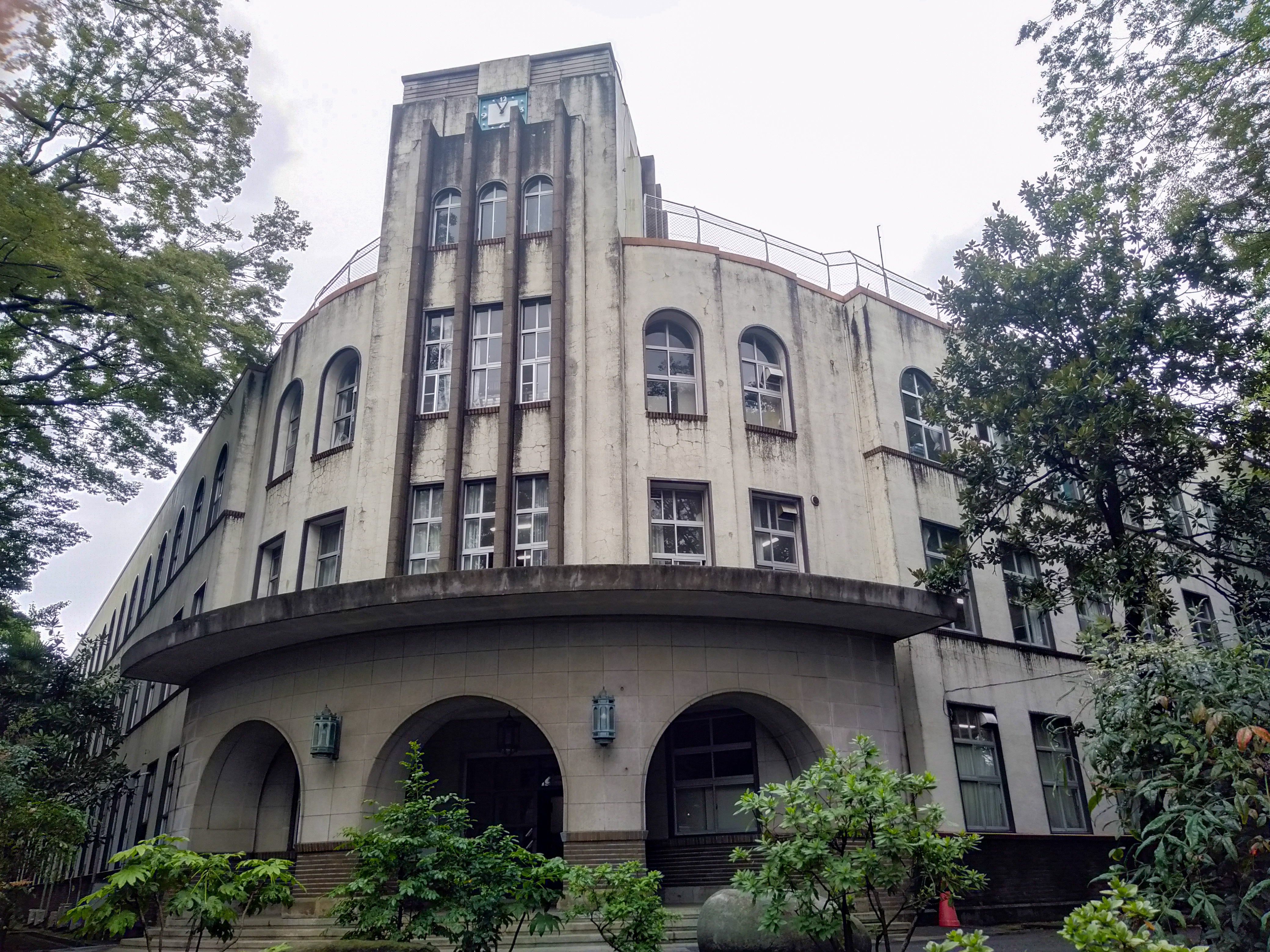
東京府青山師範学校（東京第一師範学校男子部）世田谷校地の校舎。現在は東京学芸大学附属高等学校が使用している。

東京第一師範学校 （とうきょうだいいちしはんがっこう） は、1943年（昭和18年）に東京都に設置された官立の師範学校である。
本項では、東京府師範学校・東京府青山師範学校・東京府女子師範学校などの前身諸校を含めて記述する。

## 概要
- 1873年（明治6年）に創設された小学校教員講習所を起源とする。
- 1943年（昭和18年）東京府青山師範学校と東京府女子師範学校が統合の上、官立（国立）への移管により設置され、男子部・女子部が置かれた。
- 戦後の1949年（昭和24年）学制改革で新制東京学芸大学 学芸学部 （現・教育学部） の母体の一つとなった。

## 沿革

### 府立期：1873(明治6)年 - 1943(昭和18)年
- 1873年（明治6年）4月 - 東京府により、「小学校教員講習所」が開設される。東京府庁構内の旧町会所を校舎とする。
  - 教員および家塾の教員の志願者を集めて、小学校教員に必要な学科および教授方法を伝習させたのが始まり。
- 1875年（明治8年）7月 - 校舎の新築が議決される。敷地は1,056坪、建築費は3,997円。
- 1876年（明治9年）
  - 3月 - 「東京府小学師範学校」に改称。新校舎が完成。
  - 4月 - 校則を改正し、修業年限を2年とする。私学教員講習規則を制定。
  - 9月 - 附属小学校を設置。当初は、師範学校校舎の一部を教場にあてる。
  - 10月 - 第1期速成生（修業期間:6ヶ月）を設置。
  - 11月 - 「東京府師範学校」に改称。
  - 12月 - 田辺貞吉が校長に任命される。
- 1877年（明治10年）
  - 2月 - 予科生（修業期間:5ヶ月）を設置。
  - 3月 - 女子師範生徒教則を定め、官公立（国公立）師範学校で1年半から2年修業させた者を募集し、教授法を伝習させ東京府下教員の不足を補う。
  - 9月 - 師範分校学則を制定し、久松小学校・鞆絵小学校・本郷小学校（現・中野区中野本郷小学校）の小学校3校を分校舎とする。
  - 10月 - 村落師生教則を制定。
- 1878年（明治11年）6月 - 速成科と村落師範生徒教則を廃止し、予科生と改称し、一期（6ヶ月修業）と二期（1年修業）の2種類に分ける。
- 1879年（明治12年）
  - 3月 - 女子師範生徒の養成を停止し、師範分校を廃止する。
  - 7月 - 予科生を速成生と改称し、一期と二期に分ける。
- 1880年（明治13年）
  - 1月 - 寄宿舎が全焼。
  - 9月 - 一期・二期速成生を本科生・予科生に改称。
- 1881年（明治14年）1月 - 附属小学校児童から授業料を徴取することを制定する。
- 1883年（明治16年）3月 - 文部省制定の師範学校教則大綱に基づき、師範学校規則を定めて学科を初等（1年修業）・中等（2年修業）・高等（3年修業）の3種類に分ける。
- 1884年（明治17年）
  - 7月 - 小学督業を設置し、東京府下の公立小学校を監視させる。
  - 9月 - 寄宿舎が完成。
- 1885年（明治18年）[1]4月 - 附属小学校の新校舎が完成。
- 1887年（明治20年）
  - 1月 - 師範学校令の施行により、「東京府尋常師範学校」に改称。
  - 5月 - 東京府下に寄留する者の入学を許可。
- 1889年（明治22年）
  - 8月 - 小石川区竹早町に新校舎が完成し、移転を完了。
  - 11月 - 附属小学校を焼失。
- 1890年（明治23年）10月 - 師範学校構内に附属小学校の新校舎が完成。
- 1893年（明治26年）
  - 4月 - 簡易科を設置。
  - 6月 - 第1回小学校教員講習科（2年修業）を開設。
  - 7月 - 郡部での小学校教員臨時講習科（3週間修業）の開設を開始。
- 1895年（明治28年）5月 - 予備科を設置。
- 1898年（明治31年）
  - 4月 - 師範教育令の施行により、「東京府師範学校」に改称（「尋常」が除かれる）。
  - 5月 - 学校医を設置。
- 1899年（明治32年）4月 - 第一種（本科に準じる）・第二種（簡易科に準じる）小学校教員講習科を設置。
- 1900年（明治33年）8月 - 赤坂区青山北町に新校舎の一部が完成し、移転。
- 1901年（明治34年）
  - 3月 - 新校舎がすべて完成。
  - 4月 - 第1回乙種講習科（簡易科に準じる）を開設。
- 1903年（明治36年）4月 - 清国人の入学を許可。附属小学校に尋常科単級の学級を設置。
- 1904年（明治37年）4月 - 予備科の生徒を寄宿舎に収容。私費生徒の入学を許可。小学校教員講究会（5週間・回数6回）を開設。附属小学校に二部授業を実施。
- 1905年（明治38年）5月 - 韓国人の入学を許可。
- 1908年（明治41年）
  - 2月 - 学則を改正し、従来の本科を「第一部」とし、これとは別に「第二部」を設置。また従来の講習科を廃止し、第一種・第二種の制度を設ける。
  - 4月 - 第二部と第二種講習科を本校に、第一種講習科を八王子に設置する。
  - 9月 - 手工教室を附属小学校教場に改築。
  - 11月 - 東京府豊島師範学校の新設により、「東京府青山師範学校」に改称。
- 1924年（大正13年）12月 - 文部省、師範学校の修業年限を1年延長して5年とし、本科第一部・第二部の卒業生を1年修学させるため専攻科を置くことを通達。
- 1936年（昭和11年）4月 - 世田谷区下馬町に新校舎が完成し、移転を完了。
- 1941年（昭和16年）4月 - 国民学校令の施行により、附属小学校を附属国民学校と改称。
- 1942年（昭和17年）1月 -「国民勤労報国令施行規則」により師範学校生徒も出動開始。

#### 東京府女子師範学校

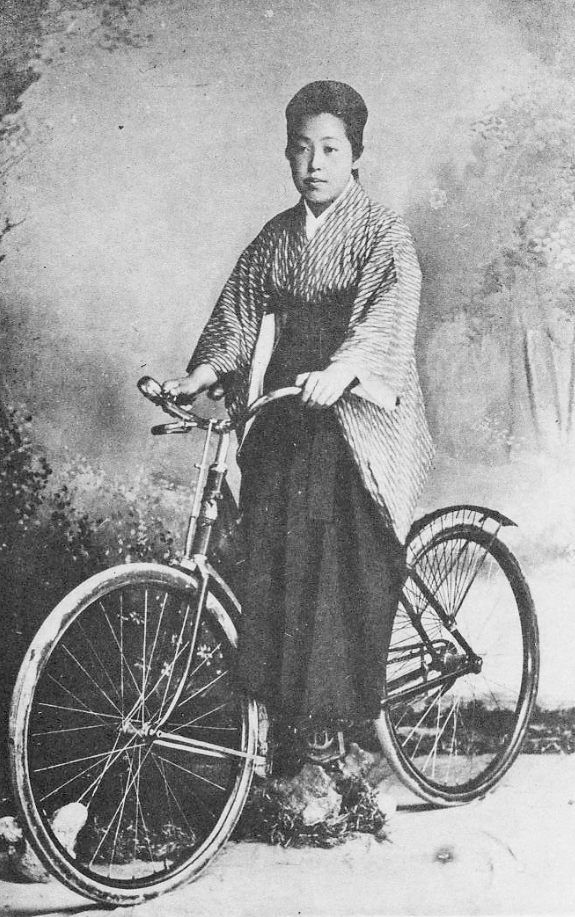
東京府女子師範学校時代の木内キヤウ（1903年卒）

- 1900年（明治33年）2月 - 小石川区竹早町に「東京府女子師範学校」が開校。附属小学校を開設。
- 1904年（明治37年）6月 - 附属幼稚園を設置。附属小学校の一部（現・附属竹早小学校プール付近）を借用し保育を行う。
- 1941年（昭和16年）4月 - 国民学校令の施行により、附属小学校を附属国民学校と改称。

### 官立期：1943(昭和18)年 - 1951(昭和26)年
- 1943年（昭和18年）
  - 4月 - 師範教育令が改正される。
    - 官立（国立）移管により、青山師範学校と女子師範学校は統合の上、「東京第一師範学校」（男子部・女子部）となる。本科3年・予科2年の専門学校となる。
- 1944年（昭和19年） 8月 - 学徒勤労令の公布により、学校報国隊が組織され、勤労動員が行われる.
- 1945年（昭和20年）
  - 4月 - 決戦教育措置要綱により1年間授業を停止し、本土防衛と生産増強に挺身。
  - 5月 - 戦時教育令の公布により、学徒隊が組織され、本土決戦に備える。
  - 8月 - 敗戦で戦争が終結。
- 1947年（昭和22年）4月 - 学制改革（六・三制の実施）が行われる。
  - 附属国民学校初等科を改組し、附属小学校とする。（東京第一師範学校男子部附属小学校・東京第一師範学校女子部附属小学校）
  - 附属国民学校高等科を改組し、附属中学校（新制中学校）とする。（東京第一師範学校男子部附属中学校・東京第一師範学校女子部附属中学校）
- 1949年（昭和24年）
  - 5月31日  - 新制大学「東京学芸大学」が発足し、学芸学部の母体として包括され「東京学芸大学東京第一師範学校」となる。
    - 師範学校の生徒募集を停止し、この時の入学生から東京学芸大学 学芸学部所属となる。
    - 師範学校時代の入学生が卒業するまで師範学校は存続されることとなる。
    - 男子部には世田谷分校[2]、女子部には竹早分校[3]が設置される。

  - 東京学芸大学初代学長には東京第一師範学校校長木下一雄が就任。
- 1951年（昭和26年）3月31日 - 最後の卒業生を送り出し、東京第一師範学校が廃止される。

## 校地の変遷

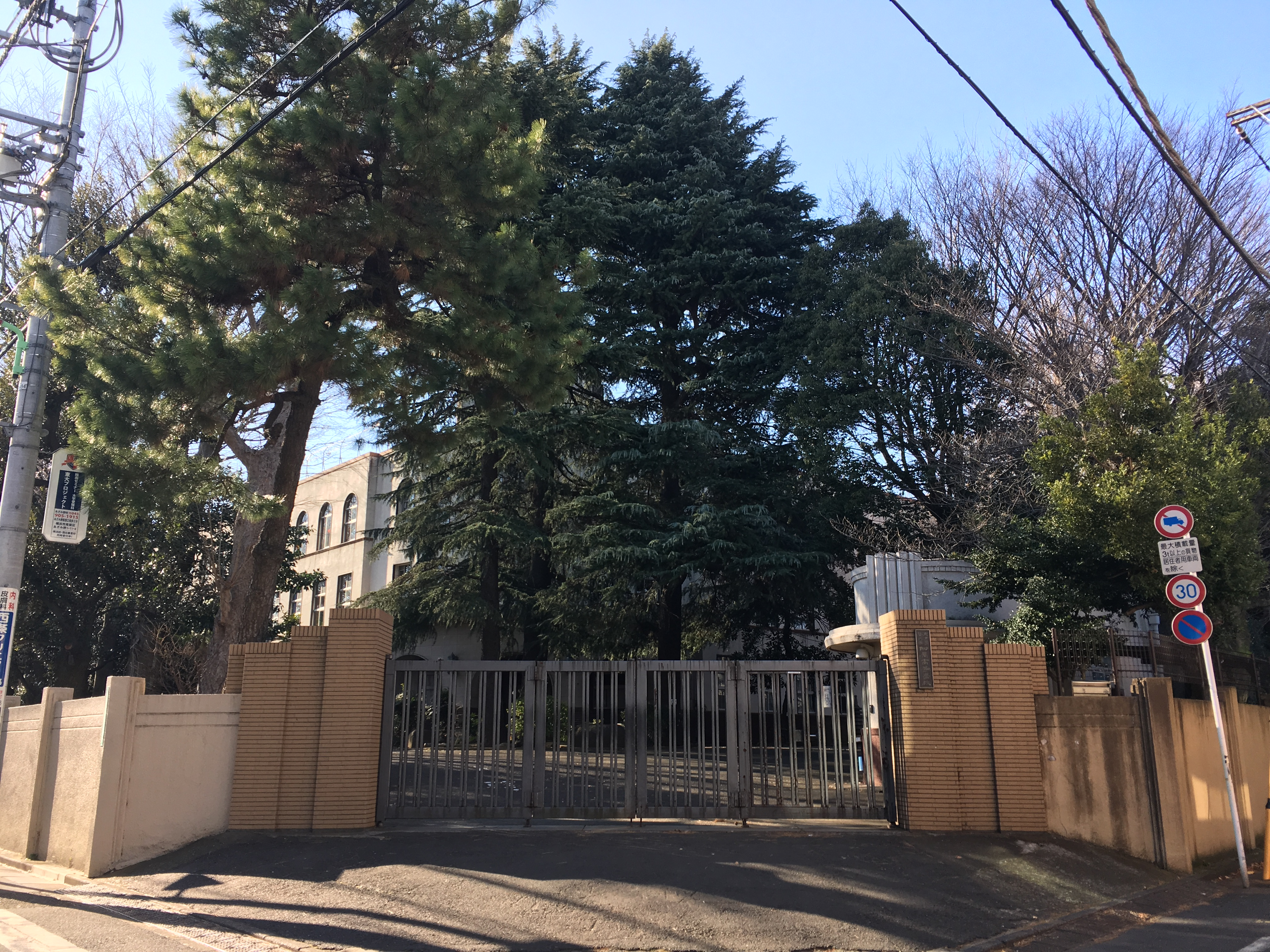
東京府青山師範学校（東京第一師範学校男子部）世田谷校地は、現在東京学芸大学附属高等学校が使用している。

- 東京府庁講内[4]（1873年（明治6年）4月 - 1889年（明治22年）8月まで の16年間）

小学校教員講習所・東京府小学師範学校・東京府尋常師範学校
- 竹早校地（1889年（明治22年）8月 - 1900年（明治33年）8月までの11年間）- 跡地は東京府女子師範学校・東京第一師範学校女子部が使用。現在は東京学芸大学附属幼稚園竹早園舎・同竹早小学校・同竹早中学校が使用している。

東京府尋常師範学校・東京府師範学校
- 青山校地（1900年（明治33年）8月 - 1936年（昭和11年）4月までの36年間）- 跡地等に関しては青山北町アパート#東京府青山師範学校を参照。

東京府師範学校・東京府青山師範学校
- 世田谷校地（1936年（昭和11年）4月 - 1951年（昭和26年）3月までの15年間）- 建物を含めた跡地は1960年より東京学芸大学附属高等学校が使用している。また、東京学芸大学も世田谷分校が1964年（昭和39年）3月に廃止されるまで使用していた。

東京府青山師範学校・東京第一師範学校男子部

## 学校関係者

### 歴代校長
東京府師範学校・東京府尋常師範学校・東京府師範学校・東京府青山師範学校
- 初代 - 田辺貞吉（1876年（明治9年）12月 - 1877年（明治10年）5月）
- 第2代 - 長岡治三郎（1877年（明治10年）6月　※同月内に辞職）
- 第3代 - 津田清長（1881年（明治14年）10月 - 1884年（明治17年）9月）- （前）幹事兼教師
- 第4代 - 和久正辰（1884年（明治17年）9月 - 1887年（明治20年）4月）
- 第5代 - 元田直（1887年（明治20年）5月24日[5] - 1890年（明治23年）10月20日）
- 事務取扱 - 矢島錦蔵（1890年（明治23年）10月 - 1891年（明治24年）3月）-　（前）教頭 （後）校長
- 第6代 - 矢島錦蔵（1891年（明治24年）3月28日 - 1892年（明治25年）4月）- （前）教頭・事務取扱　（後）静岡県尋常師範学校 校長
- 第7代 - 野尻精一（1892年（明治25年）4月1日 - 1897年（明治30年）12月）- （前）高等師範学校教授　（後）文部省視学官
- 第8代 - 田中敬一（1897年（明治30年）12月28日 - 1900年（明治33年）7月）- （前）女子高等師範学校教授　（後）台湾総督府国語学校教授
- 第9代 - 滝沢菊太郎（1900年（明治33年）8月17日 - 1925年（大正14年））- （前）佐賀県師範学校校長
- 第10代 - 長谷川乙彦（1925年（大正14年） - 1938年（昭和13年））
- 第11代 - 三国谷三四郎（1938年（昭和13年）　- 1943年（昭和18年）3月）- （前）京都府師範学校校長　（後）退職

東京府女子師範学校
- 林吾一（不詳 - 1909年（明治42年）9月28日）
- 鈴木光愛（1909年（明治42年）9月28日 -　）
- 竜山義亮（ - 1927年（昭和2年））
- 田中一元（1927年（昭和2年）- 1940年（昭和15年））
- 加藤覚亮（1940年（昭和15年）- 1943年（昭和18年）3月）

東京第一師範学校
- 第12代 - 藤本万治（1943年（昭和18年）4月1日[6] - 1945年（昭和20年）1月25日[7]）-（後）東京女子高等師範学校校長
- 第13代 - 熊木捨治 - 1945年（昭和20年）1月25日[7] - 不詳
- 事務取扱 - 岡野徳右ヱ門（不詳 - 1946年（昭和21年）5月31日[8]）
- 第14代（最終） - 木下一雄（1946年（昭和21年）5月31日[8] - 1951年（昭和26年）3月）- （前）神奈川師範学校校長　
  - 1949年（昭和24年）5月からは東京学芸大学初代学長も兼任。

### 教職員経験者
- 金栗四三 - 東京府女子師範学校に勤めた

## 同窓会
- 1886年（明治19年）- 小学校教員講習所卒業生により「七杉会」が結成される。
- 1890年（明治23年）- 「東京府師範学校同窓会」に改称。
- 1912年（明治45年）3月の東京府豊島師範学校卒業生を迎え、青山師範学校・豊島師範学校・女子師範学校合同の同窓会を組織し、「東京府立師範学校同窓会」と改称。 
  - 後に東京第二師範学校女子部および、東京青年師範学校の卒業生も合流。
- 1953年（昭和28年）3月の東京学芸大学第1回卒業生を迎え、「東京学芸大学同窓会」に改称。

## 関連書籍
- 「東京府青山師範学校一覧（学校要覧）」（東京府青山師範学校、1909年（明治42年）2月）- 国立国会図書館近代デジタルライブラリーp.1 （コマ番号8）第1章 沿革略